# Iranistyka
Iranistyka – jedna z dziedzin orientalistyki, zajmująca się badaniem języków irańskich i irańskiego obszaru kulturowego, do którego zalicza się współczesne państwa: Afganistan, Iran oraz Tadżykistan. Obok badań skupionych przede wszystkim na Iranie i jego języku – perskim, badacze opracowują kultury i języki pozostałych ludów irańskich, np. Beludżów, Kurdów, Osetyjczyków czy Tadżyków. Z tego powodu iranistyka dzieli się wewnętrznie na powiązane ze sobą poddyscypliny, np. afganologię, której przedmiot badań ogranicza się do Afganistanu, kurdologię – Kurdystanu, tadżykologię – Tadżykistanu.
W Polsce istnieją tylko dwa ośrodki badań iranistycznych: Zakład Iranistyki Wydziału Orientalistycznego Uniwersytetu Warszawskiego oraz Zakład Iranistyki Instytutu Filologii Orientalnej Uniwersytetu Jagiellońskiego.

## Polscy iraniści
- Andrzej Ananicz
- Elżbieta Bieńkowska – Uniwersytet Jagielloński
- Aleksander Chodźko – Collège de France
- Władysław Dulęba – Uniwersytet Jagielloński
- Wojciech Kazimirski-Biberstein
- Tadeusz Jan Kowalski
- Anna Krasnowolska – Uniwersytet Jagielloński
- Tadeusz Krusiński
- Franciszek Machalski – Uniwersytet Jagielloński
- Kinga Paraskiewicz – Uniwersytet Jagielloński
- Barbara Mękarska – Uniwersytet Jagielloński
- Ignacy Pietraszewski – Uniwersytet Berliński
- Andrzej Pisowicz – Uniwersytet Jagielloński
- Jadwiga Pstrusińska – Uniwersytet Jagielloński
- Kaweh Pur Rahnama – Uniwersytet Warszawski
- Renata Rusek-Kowalska – Uniwersytet Jagielloński
- Urszula Rzepczak – Uniwersytet Warszawski
- Jolanta Sierakowska-Dyndo
- Wojciech Skalmowski – Uniwersytet Jagielloński, Katolicki Uniwersytet w Lowanium
- Bogdan Składanek – Uniwersytet Warszawski
- Maria Składankowa – Uniwersytet Warszawski
- Marek Smurzyński – Uniwersytet Jagielloński
- Elżbieta Wnuk-Lisowska – Uniwersytet Jagielloński
- August Kościesza-Żaba
- Piotr Chelkowski – Uniwersytet Nowojorski
- Artur Orzech
- Katarzyna Javaheri
- Karolina Rakowiecka-Asgari – Uniwersytet Jagielloński
- Marijan Mole